# Green Bay Packers 1987
La stagione 1987 dei Green Bay Packers è stata la 67ª della franchigia nella National Football League. Sotto la direzione del capo-allenatore al secondo anno Forrest Gregg, la squadra terminò con un record di 5-9-1, chiudendo terza nella Central Division.
La stagione fu contrassegnata da uno sciopero di 24 giorni dei giocatori, che ridusse il numero di gare da 16 a 15. Tre partite invece furono disputate da giocatori di riserva, due delle quali vinte dai Packers.
Questa fu l’ultima annata del capo-allenatore Forrest Gregg che accettò il ruolo di allenatore alla sua alma mater, la Southern Methodist University.

## Roster

### Riserve
| Roster dei Green Bay Packers (riserve) nel 1987 |
| --- |
| Quarterback - John McCarthy - Willie Gillus - Alan Risher Running Back - Jimmy Hargrove - Tony Hunter - Larry Morris - Freddie Parker - John Sterling - Lavale Thomas - Lee Weigel - Kevin Willhite Wide Receiver - Derrick Harden - Lee Morris - Cornelius Redick - Patrick Scott - Wes Smith Tight End - Craig Jay - Kevin Fitzgerald - Don Summers Offensive Linemen - Steve Collier - Mike Estep - Bob Gruber - Perry Hartnett - Jim Hobbins - Greg Jensen - Ed Konopasek - John McGarry - Jim Meyer - Vince Rafferty - Travis Simpson Defensive Linemen - Warren Bone - David Caldwell - Jeff Drost - Stan Mataele - Sylvester McGrew - Carl Sullivan - Calvin Wallace - Vince Villanucci Linebacker - Aric Anderson - Todd Auer - Putt Choate - Ken Jordan - James Melka - John Miller - Rydell Melancon - Ron Monaco - John Pointer Defensive Back - Chuck Compton - Tony F. Elliott - Anthony Harrison - Don King - Von Mansfield - Lou Rash - Chuck Washington Special Team - Bill Renner P - Max Zendejas K |
| Legenda - I rookie sono in corsivo. - Il primo ruolo è il principale mentre gli eventuali successivi indicano i ruoli secondari. - (IR) sta per Injured Reserve ed indica la lista ristretta per un solo giocatore infortunato che può tornare ad allenarsi dopo la settimana 6 e a rientrare in prima squadra dopo che questa ha giocato 8 partite. - (NF-Inj.) / (NF-Ill.) stanno rispettivamente per Non-Football Injured e Non-Football Illness ed indicano le liste dove viene inserito un giocatore che ha un infortunio o una malattia non dipendente dal football americano. - (PUP) sta per Physically Unable to Perform ed indica la lista dove viene inserito un giocatore mentre è in attesa di recuperare la condizione fisica. Nella stagione regolare dopo la sesta partita giocata dalla propria squadra, il giocatore ha tempo tre settimane per riprendere ad allenarsi, più tre settimane aggiuntive dal suo rientro agli allenamenti per rientrare in prima squadra.                              |

### Roster ufficiale
| Roster dei Green Bay Packers nel 1987 |
| --- |
| Quarterback - Don Majkowski - Alan Risher - Randy Wright Running Back - Paul Ott Carruth - Kelly Cook - Kenneth Davis - Brent Fullwood - Jessie Clark Wide Receiver - Phil Epps - Lee Morris - Frankie Neal - Keith Paskett - Patrick Scott - Walter Stanley Tight End - Joey Hackett - Ed West - Mark Lewis Offensive Linemen - Steve Collier - Ken Ruettgers - Alan Veingrad - Tom Neville - Ron Hallstrom - Rich Moran - Tommy Robison - Keith Uecker - Mark Cannon - Bill Cherry Defensive Linemen - Alphonso Carreker - Ezra Johnson - Tony Leiker - Charles Martin - Brent Moore - Ross Browner - Robert Brown - Jerry Boyarsky - David Logan - Guy Teafatiller DT Linebacker - John Anderson - Burnell Dent - John Dorsey - Tim Harris - Johnny Holland - Brian Noble - Scott Stephen - Mike Weddington - Clayton Weishuhn Defensive Back - Dave Brown - Mark Lee - Norman Jefferson - Kenneth Johnson - Chris Mandeville - Jim Bob Morris - Ken Stills S Special Team - Don Bracken P - Max Zendejas K Lista delle riserve - Robbie Bosco QB (IR) |
| Legenda - I rookie sono in corsivo. - Il primo ruolo è il principale mentre gli eventuali successivi indicano i ruoli secondari. - (IR) sta per Injured Reserve ed indica la lista ristretta per un solo giocatore infortunato che può tornare ad allenarsi dopo la settimana 6 e a rientrare in prima squadra dopo che questa ha giocato 8 partite. - (NF-Inj.) / (NF-Ill.) stanno rispettivamente per Non-Football Injured e Non-Football Illness ed indicano le liste dove viene inserito un giocatore che ha un infortunio o una malattia non dipendente dal football americano. - (PUP) sta per Physically Unable to Perform ed indica la lista dove viene inserito un giocatore mentre è in attesa di recuperare la condizione fisica. Nella stagione regolare dopo la sesta partita giocata dalla propria squadra, il giocatore ha tempo tre settimane per riprendere ad allenarsi, più tre settimane aggiuntive dal suo rientro agli allenamenti per rientrare in prima squadra.                                                                  |

## Calendario
| Stagione regolare |              |                         |                                              |        |                              |          |
| Turno             | Data         | Avversario              | Risultato                                    | Record | Stadio                       | Pubblico |
| 1                 | 13 settembre | Los Angeles Raiders     | S 0–20                                       | 0–1    | Lambeau Field                | 54,983   |
| 2                 | 20 settembre | Denver Broncos          | P 17–17 (DTS)                                | 0–1–1  | Milwaukee County Stadium     | 50,624   |
| 3                 | 27 settembre | at Tampa Bay Buccaneers | Gara cancellata causa sciopero dei giocatori |        |                              |          |
| 4                 | 4 ottobre    | at Minnesota Vikings    | V 23–16*                                     | 1–1–1  | Hubert H. Humphrey Metrodome | 13,911   |
| 5                 | 11 ottobre   | Detroit Lions           | S 16–19* (DTS)                               | 1–2–1  | Lambeau Field                | 35,779   |
| 6                 | 18 ottobre   | Philadelphia Eagles     | V 16–10* (DTS)                               | 2–2–1  | Lambeau Field                | 35,842   |
| 7                 | 25 ottobre   | at Detroit Lions        | V 34–33                                      | 3–2–1  | Pontiac Silverdome           | 27,278   |
| 8                 | 1 novembre   | Tampa Bay Buccaneers    | S 17–23                                      | 3–3–1  | Milwaukee County Stadium     | 50,308   |
| 9                 | 8 novembre   | Chicago Bears           | S 24–26                                      | 3–4–1  | Lambeau Field                | 53,320   |
| 10                | 15 novembre  | at Seattle Seahawks     | S 13–24                                      | 3–5–1  | Kingdome                     | 60,963   |
| 11                | 22 novembre  | at Kansas City Chiefs   | V 23–3                                       | 4–5–1  | Arrowhead Stadium            | 34,611   |
| 12                | 29 novembre  | at Chicago Bears        | S 10–23                                      | 4–6–1  | Soldier Field                | 61,638   |
| 13                | 6 dicembre   | San Francisco 49ers     | S 12–23                                      | 4–7–1  | Lambeau Field                | 51,118   |
| 14                | 13 dicembre  | Minnesota Vikings       | V 16–10                                      | 5–7–1  | Milwaukee County Stadium     | 47,059   |
| 15                | 19 dicembre  | at New York Giants      | S 10–20                                      | 5–8–1  | Giants Stadium               | 51,013   |
| 16                | 27 dicembre  | at New Orleans Saints   | S 24–33                                      | 5–9–1  | Louisiana Superdome          | 68,364   |

Note: gli avversari della propria division sono in grassetto.

## Classifiche
| NFL Central          |    |    |   |      |     |      |     |     |     |
|                      | V  | S  | P | %    | DIV | CONF | PF  | PS  | STR |
| Chicago Bears(2)     | 11 | 4  | 0 | .733 | 7–0 | 9–2  | 356 | 282 | V1  |
| Minnesota Vikings(5) | 8  | 7  | 0 | .533 | 3–5 | 6–6  | 336 | 335 | S1  |
| Green Bay Packers    | 5  | 9  | 1 | .367 | 3–4 | 4–7  | 255 | 300 | S2  |
| Tampa Bay Buccaneers | 4  | 11 | 0 | .267 | 3–4 | 4–9  | 286 | 360 | S8  |
| Detroit Lions        | 4  | 11 | 0 | .267 | 2–5 | 4–7  | 269 | 384 | V1  |